# Psilalcis eupinara
Psilalcis eupinara är en fjärilsart som beskrevs av Eugen Wehrli 1953. Psilalcis eupinara ingår i släktet Psilalcis och familjen mätare. Inga underarter finns listade.